# Las Vegas (Asturien)
Las Vegas (asturisch Les Vegues) ist eines von sieben Parroquias in der Gemeinde Corvera der autonomen Region Asturien in Spanien.
Die 7713 Einwohner (2011) leben in zwei Orten, auf einer Fläche von 1,72 km². Nubledo, die Verwaltungshauptstadt der Gemeinde liegt 3,6 km entfernt.

## Sehenswürdigkeiten
- Kirche „Iglesia de la Sagrada Familia“

## Regelmäßige Veranstaltungen
- Cabalgata de Reyes am 5. Januar in Las Vegas

## Dörfer und Weiler im Parroquia
- La Estrada – 198 Einwohner 2011 43° 32′ 30″ N, 5° 53′ 44″ W
- Las Vegas – 7515 Einwohner 2011 43° 32′ 5″ N, 5° 54′ 0″ W